# Carlos Berro
Carlos Balbín Antonio Berro y Bustamante (Montevideo, 17 de enero de 1858 - Montevideo, 15 de octubre de 1930) fue un abogado y político uruguayo, perteneciente al Partido Nacional. 

## Biografía
Nació el 17 de enero de 1858, hijo del séptimo presidente constitucional uruguayo Bernardo Prudencio Berro, perteneciente al Partido Nacional y fusionista, y de su esposa Práxedes Rosa Bustamante y del Puerto.
Su padre fue asesinado en 1868 tras un intento de revolución y tiempo después, en 1870, la familia pasa a vivir en Chile. Allí realizó la carrera de jurisprudencia, graduándose de abogado en la Universidad de Santiago.
A poco de su vuelta a la patria, después de un corto ejercicio de su carrera, se le nombró en 1878 Juez Letrado del departamento de Colonia, cargo que recién se creaba, y de allí fue trasladado con el mismo propósito al departamento de Salto el 26 de julio del mismo año. No prosiguió en la magistratura, pues renunció al Juzgado y abrió en la capital salteña su estudio de abogado, ahora libre para emprender en política.
Su actuación opositora y su apellido hicieron que fuese vigilado de cerca por el gobierno del general Máximo Santos, por lo cual pasó a la República Argentina. Pero poco después, estaba de nuevo en el país pero como revolucionario en compañía del Dr. Luis María Gil, apoyando el movimiento iniciado por el nacionalista Máximo Layera contra el militarismo. Vadearon el río Uruguay por el Hervidero el 4 de marzo de 1885 pero las tropas gubernistas sofocaron la tentativa apenas producida, tomando prisioneros a Layera y a Gil. Berro, lo mismo que Juan Francisco Mena y Ramón Martirena, consiguieron, tras grandes dificultades, refugiarse en el Brasil.
En 1886, cuando el general Santos intenta mantenerse en el poder con la renuncia de Francisco Antonio Vidal Silva del cargo de presidente, participa en una campaña en contra de la dominación personal de Santos, pero Santos da marcha atrás decide dar comienzo a una transición con un nuevo gabinete con opositores en él. Esta política iniciada el 4 de noviembre con el Ministerio de la Conciliación, vino a ofrecer a los partidos enfrentados hasta entonces en cruda lucha, un campo nuevo para dirimir sus contiendas. Así, el Dr. Carlos A. Berro resultó electo diputado por Minas en la 18.ª legislatura, que inauguró sus sesiones en 1888.
Tras asumir como presidente el colorado Julio Herrera y Obes, el día 1 de marzo de 1890, este designa a Berro para ocupar el Ministerio de Justicia, Culto e Instrucción Pública en su primer gabinete el 11 de marzo de 1890. Para ocupar el ministerio Berro abandonó su banca de la cámara de representantes, ocupó esta secretaría de Estado hasta el 17 de diciembre de ese mismo año.
Sirvió como Senador por Treinta y Tres en 1891, cargo del que pasó a diputado por Artigas en 1897
En este cargo se encontraba cuando ocurre la Revolución de 1897, primera rebelión liderada por el caudillo nacionalista Aparicio Saravia contra el gobierno que presidía el colorado Juan Idiarte Borda, sucesor de Herrera y Obes.
Le pareció incompatible continuar asistiendo a la misma asamblea cuyos correligionarios combatían, así que dejó de asistir a las sesiones, por lo cual fue emplazado y luego exonerado de su investidura por la mayoría parlamentaria. En poco tiempo, el Dr. Carlos Berro había pasado de la cámara al campo de la revolución, que traía como bandera derrocar al presidente Idiarte Borda.
Representante de la tendencia netamente conservadora dentro del nacionalismo, siendo clerical ultramontano sirvió de valioso nexo entre el elemento católico y su partido en cuestiones internas. En actividad continua, su gestión en el comité revolucionario que funcionaba en Buenos Aires fue de gran importancia e intervino como uno de los negociadores y firmantes de la paz en el Pacto de la Cruz el 18 de septiembre de 1897.
Posteriormente colaboró en el golpe de Estado de Cuestas el 10 de febrero de 1898 y aceptó un asiento en el Consejo de Estado que se creaba para sustituir a las cámaras derrocadas.
Al retornar las normas constitucionales es electo diputado por Rivera en 1899, al térimino de su mandato fue electo nuevamente como diputado pero por Cerro Largo para el trienio 1902-1904 y figuró como uno de los  gestores de la precaria paz de Nico Pérez en marzo de 1903, anterior a la revolución de 1904.
Al año siguiente, en enero, estalló la revolución nacionalista de 1904 y Berro, como sus demás correligionarios de la cámara, fue desaforado del Parlamento.
Finalizada la revolución ingresó al Senado por voto de Cerro Largo para el sexenio de 1905-11 y luego se reingresó a la cámara de diputados como representante de Montevideo en los períodos 1914-17 y 1917-19.
Fue electo como uno de los constituyentes, comisión conocida como la "Comisión de los Ocho", encargados de redactar la Constitución de 1918, la segunda Constitución de Uruguay. La integró conjuntamente con los doctores Domingo Arena, Ricardo Areco, Juan Antonio Buero, Leonel Aguirre, Martín C. Martínez y Alejandro Gallinal.
La nueva Constitución establecía un Poder Ejecutivo bicéfalo entre la figura del Presidente y un Consejo Nacional de Administración. Berro fue elegido como uno de sus primeros integrantes.
Tras servir cuatro años en dicho órgano, del 1 de marzo de 1919 al 28 de febrero de 1923, se jubiló y falleció años después el 15 de octubre de 1930.
Estuvo casado con Luisa Silva, fallecida en 1886, y luego con Juana García Crosa.
Berro tuvo un total de siete hijos.